# José Nicolás Morínigo
José Nicolas "Pepito" Morínigo Alcaraz (Asunción, 20 de marzo de 1947) es un político, sociólogo, politólogo, docente y abogado de Paraguay. Fue Convencional Constituyente por el Movimiento Ciudadano Constitución Para Todos (1992), Senador de la Nación por el Partido País Solidario en el periodo 2003-2008. Se presentó como candidato a Senador Nacional por el Partido del Movimiento al Socialismo.

## Docencia
Cursó sus estudios de derecho en la Universidad Católica de Asunción. Obtuvo su título de máster en Ciencia Política por la Universidad de Costa Rica, así como Especializaciones en Teoría Social, por la misma universidad. Actualmente se desempeña como docente en la Facultad de Filosofía y Ciencias Humanas de la Universidad Católica de Asunción.

## Periodismo
Participó en diarios de Asunción como ABC Color, Última Hora, Noticias, en su calidad de analista político. También, desde marzo de 2001, hasta marzo de 2003, fue el director de la Revista Web de Estudios políticos Contemporáneos NOVAPOLIS

## Obras
Publicó numerosos libros entre los cuales se encuentran:
- Efectos Sociales de las inundaciones en el Paraguay, CEPENPS, Asunción, 1983
- Ciudad y Vivienda en el Paraguay, SAEPENPS, Asunción, 1983
- Tierra y Sociedad:Problemática de la Tierra urbana rural e indígena, Pastoral Social Nacional, Asunción, 1984
- Opiniones y Actitudes Políticas en el Paraguay, Fundación Friedrich Naumann y UCA, Asunción, 1986
- El Hombre Paraguayo en su Cultura, CEPENPS, Asunción, 1986
- Paraguay: Transición, dialogo y modernización política, El Lector, Asunción, 1987
- Políticas de Vivienda para el sector de bajos ingresos en Asunción, Centro Internacional de Investigaciones para el Desarrollo, asunción, 1988
- Liderazgo y opiniones Políticas en el Paraguay, Fundación Naumann y la Universidad Católica, Asunción, 1989
- Estado y Vivienda:Del Populismo Coyuntural al Capitalismo Prebendario, R.P. Ediciones, Asunción, 1989
- Estado y Reforma Agraria en el Paraguay, CEPAG, Asunción, 1990
- Vocabulario Político, R.P. Ediciones, Asunción, 1995

## Vida política
Durante la dictadura de Alfredo Stroessner, Morínigo participó del Movimiento Independiente, movimiento estudiantil de los años 70, opositor a la dictadura.
A fines de los años 80, participó en el Movimiento Democrático Socialista, movimiento interno del Partido Revolucionario Febrerista.
Fue Senador de la Nación en el periodo 2003-2008 por el Partido País Solidario. En las Elecciones Generales del 2008 es nuevamente candidato a Senador por el Partido Movimiento al Socialismo.
Actualmente es Asesor en la redacción de la Estrategia de Lucha contra la Pobreza del Gobierno del Presidente Fernando Lugo, y Director de la empresa consultora GEO (Gabinete de Estudios y Opinión).